# Мадгусудана Сарасваті
Мадгусудана Сарасваті (Madhusūdana Sarasvatī IAST; біля 1540 - 1640) - індійський філософ школи адвайта. 
Мадхусудана народився в Бенгалії. Батьки дали йому ім'я Камаланаяна. Спочатку він займався вивченням філософської традиції навйя-нйяя, але пізніше прийняв санньясу в традиції адвайта, і, з метою вивчення філософії цієї школи, оселився в Варанасі. Могольськой імператор Акбар надавав йому заступництво, а одним з його друзів був поет Тулсідас. Мадхусудана організував ряд релігійних з'їздів, в яких взяли участі як індуїстські садгу, так і мусульманські мулли. 
Мадхусудана був автором низки книг, у яких він виклав філософію адвайта-веданти і захистив точку зору цієї школи проти аргументів філософів двайти. Найоб'ємнішою і найшанованішою працею Мадхусудани Сарасваті є «адвайта-сиддхи», в якій він веде полеміку з філософією двайти, викладеною в роботі Вьясатіртхі «Ньяямріта». Мадхусудана також написав, принаймні, дев'ять інших праць, п'ять з яких являють собою коментарі на «Бхагавад-Гіту», «Шрімад-Бхагаватам» та інші тексти індуїзму. 